# Лымзино
Лымзино — деревня в Верховажском районе Вологодской области.

Входит в состав Нижне-Важского сельского поселения (до 2015 года входила в Терменгское сельское поселение), с точки зрения административно-территориального деления — в Терменгский сельсовет.
Расстояние по автодороге до районного центра Верховажья — 17,5 км, до деревни Куколовской — 8,8 км. Ближайшие населённые пункты — Писунинская, Стиховская, Подведежье, Мотовилово.
По переписи 2002 года население — 3 человека.